# 31 de julho
31 de julho é o 212.º dia do ano no calendário gregoriano (213.º em anos bissextos). Faltam 153 dias para acabar o ano.

## Eventos históricos

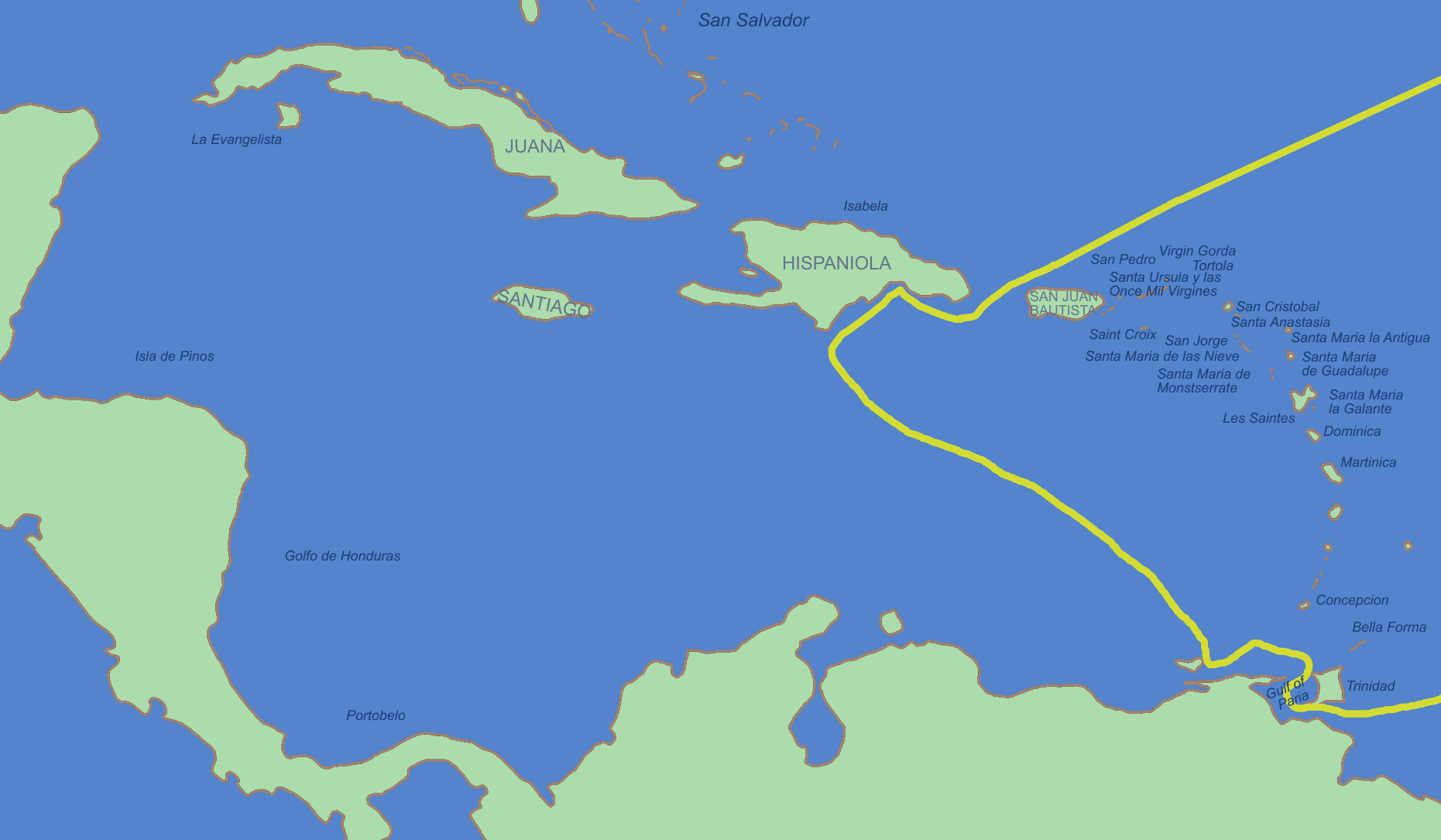
1498: Terceira viagem ao Hemisfério Ocidental de Cristóvão Colombo

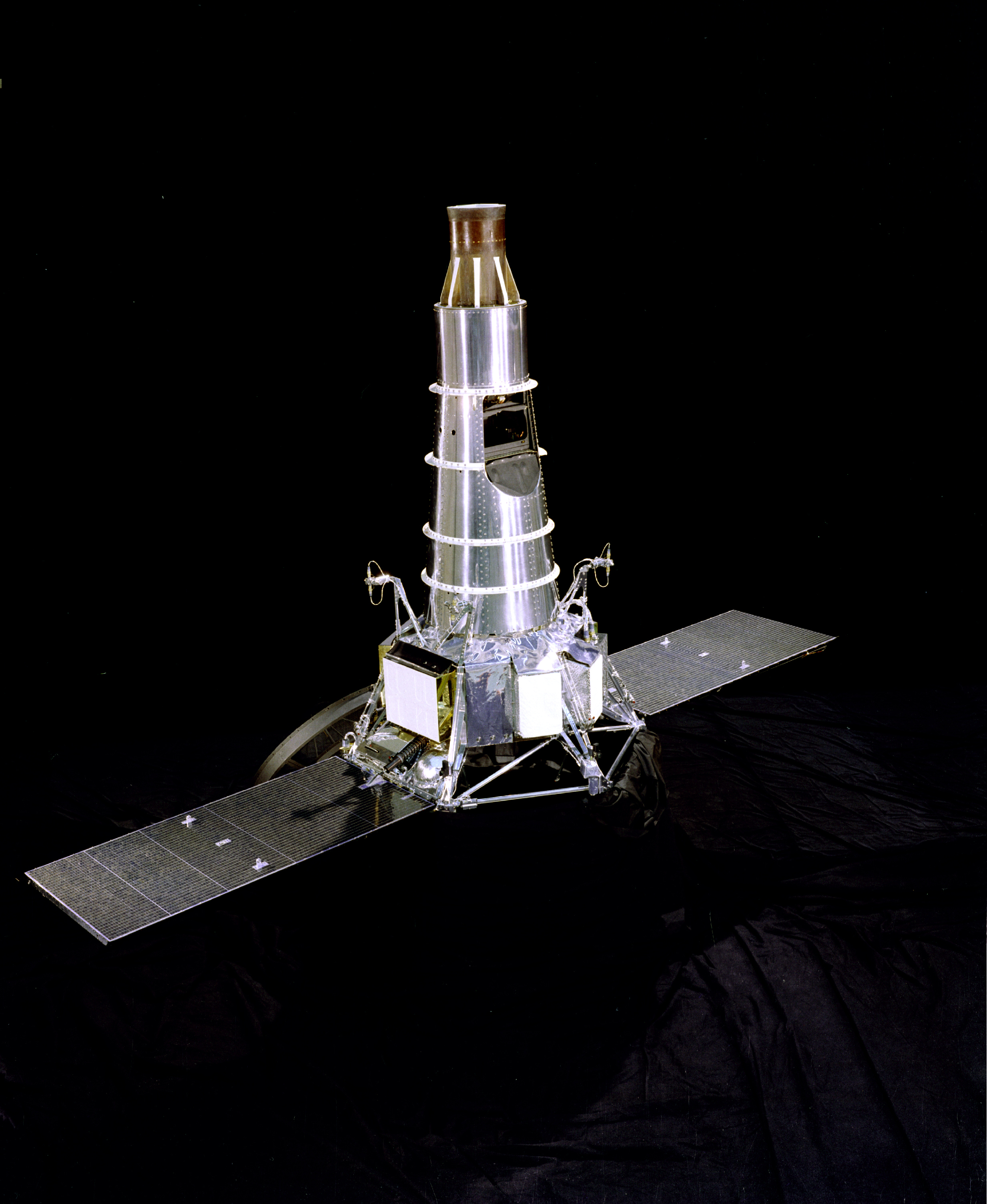
1964: Ranger 7

- 30 a.C. — Batalha de Alexandria: Marco Antônio consegue uma pequena vitória sobre as forças de Otaviano, mas a maioria do seu exército deserta depois, levando-o ao suicídio.
- 0711 — Batalha de Guadalete, marcou o fim do Reino Visigótico no contexto da Invasão muçulmana da península Ibérica.
- 0781 — A mais antiga erupção registrada do Monte Fuji.[1]
- 1009 — O Papa Sérgio IV torna-se o 142º papa, sucedendo o Papa João XVIII.
- 1201 — Tentativa de usurpação por João Comneno, o Gordo, do trono de Aleixo III Ângelo.
- 1423 — Guerra dos Cem Anos: Batalha de Cravant: um exército franco-escocês é derrotado pelos anglo-burgúndios em Cravant, às margens do rio Yonne.
- 1451 — Jacques Coeur é preso por ordem de Carlos VII da França.
- 1492 — Os judeus são expulsos da Espanha quando o Decreto de Alhambra entra em vigor.
- 1498 — Em sua terceira viagem ao Hemisfério Ocidental, Cristóvão Colombo se torna o primeiro europeu a descobrir a ilha de Trinidad.
- 1618 — Maurício, Príncipe de Orange dissolve a milícia waardgelders em Utrecht, um evento crucial nas tensões entre remonstrantes e contrarremonstrantes.
- 1655 — Guerra Russo-Polonesa (1654–67): o exército russo entra na capital do Grão-Ducado da Lituânia, Vilnius.
- 1658 — Auranguezebe é proclamado imperador mogol da Índia.
- 1741 — Carlos Alberto da Baviera invade a Alta Áustria e a Boêmia.
- 1821 — O atual Uruguai é anexado ao Reino Unido de Portugal, Brasil e Algarves, o qual, desde esse momento, toma o nome de Província Cisplatina.
- 1904 — Guerra Russo-Japonesa: Batalha de Hsimucheng: unidades do Exército Imperial Japonês derrotam unidades do Exército Imperial Russo em um confronto estratégico.
- 1913 — Os Estados dos Bálcãs assinam um armistício em Bucareste.
- 1914 — Pacto secreto entre o Império Alemão e o Império Otomano.
- 1917 — Primeira Guerra Mundial: a Batalha de Passchendaele começa perto de Ypres, na Flandres Ocidental, Bélgica.
- 1932 — O NSDAP (Partido Nazista) ganha mais de 38% dos votos nas eleições alemãs.
- 1941
  - Segunda Guerra Mundial: a Batalha de Smolensk termina com a Alemanha capturando cerca de 300 000 prisioneiros soviéticos do Exército Vermelho.
  - O Holocausto: Sob instruções de Adolf Hitler, o oficial nazista Hermann Göring ordena ao General SS Reinhard Heydrich que "me submeta o mais rápido possível um plano geral do material administrativo e das medidas financeiras necessárias para levar a cabo a desejada Solução Final para os Judeus".
- 1945 — Pierre Laval, o ex-líder fugitivo da França de Vichy, rende-se aos soldados aliados na Áustria.
- 1948 — O USS Nevada é afundado por um torpedo aéreo após sobreviver a ataques de duas bombas atômicas (como parte de testes pós-guerra) e ser usado para a prática de alvos por três outros navios.
- 1964 — Programa Ranger: Ranger 7 envia de volta as primeiras fotos em close da Lua, com imagens 1 000 vezes mais nítidas do que qualquer coisa já vista de telescópios ligados à Terra.
- 1971 — Programa Apollo: os astronautas da Apollo 15 se tornam os primeiros a andar em um veículo lunar.
- 1972 — Conflitos na Irlanda do Norte: Na Operação Motorman, o Exército Britânico retoma as áreas urbanas da Irlanda do Norte. É a maior operação militar britânica desde a Crise de Suez de 1956, e a maior na Irlanda desde a Guerra da Independência da Irlanda.
- 1973 — Um avião a jato da Delta Air Lines, voo DL 723, cai ao pousar no meio do nevoeiro no Aeroporto Internacional Logan, em Boston, Massachusetts, matando 89 pessoas.[2]
- 1991 — Os Estados Unidos e a União Soviética assinam o START I, ou Tratado de Redução de Armas Estratégicas, o primeiro a reduzir (com verificação) os estoques de ambos os países.
- 1992
  - A nação da Geórgia se junta às Nações Unidas.
  - O voo Thai Airways International 311 bate em uma montanha ao norte de Catmandu, no Nepal, matando todas as 113 pessoas a bordo.
- 1999 — Programa Discovery: Lunar Prospector: a NASA intencionalmente colide a espaçonave com a superfície da Lua, encerrando sua missão de detectar água congelada naquele satélite.
- 2018 — Voo Aeroméxico Connect 2431 deixa 85 feridos em queda após decolar de Durango, México.
- 2022 — Ataque de drone dos Estados Unidos mata Ayman al-Zawahiri, líder da Al-Qaeda, em Cabul, Afeganistão.[3]

## Nascimentos

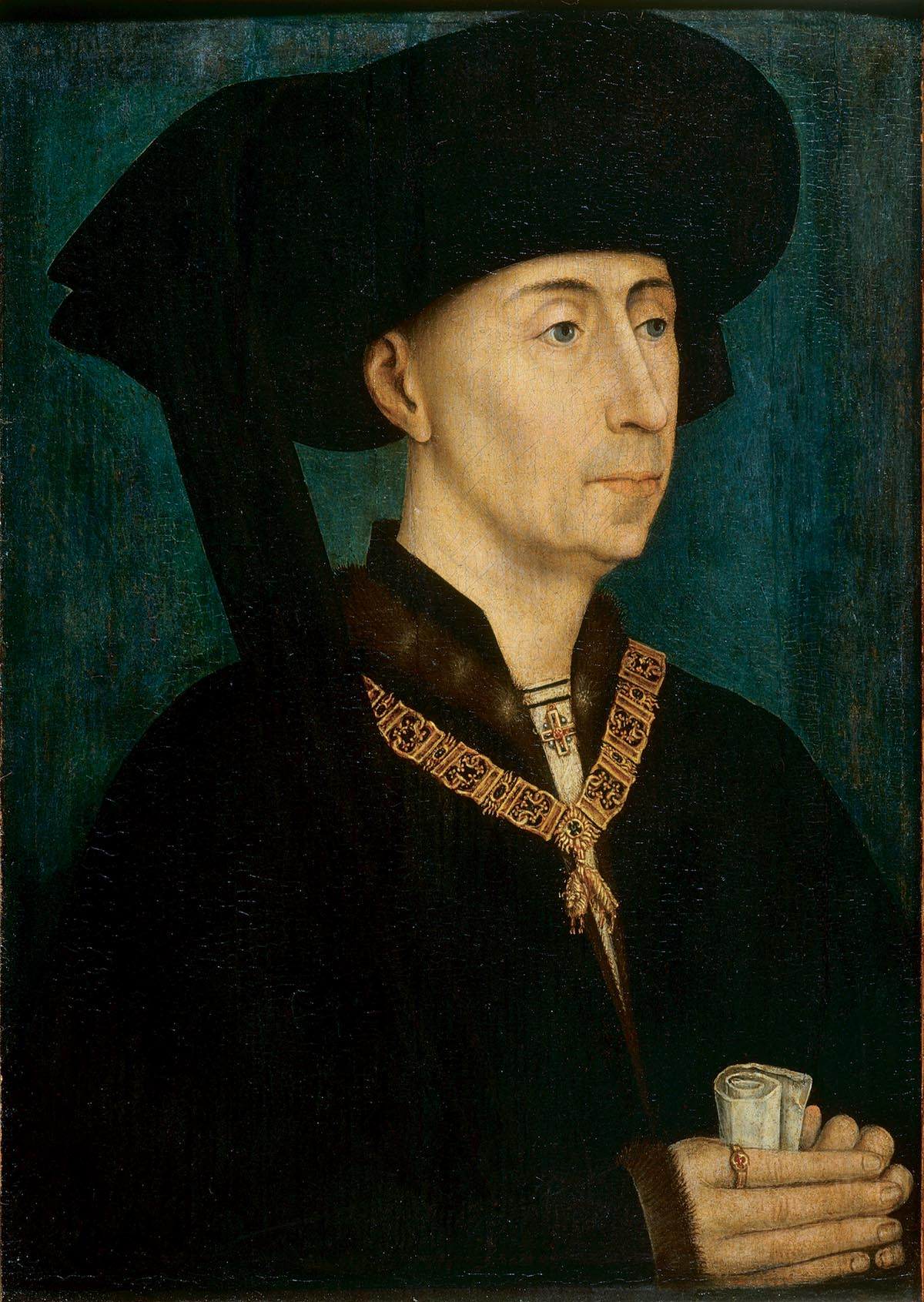
Filipe III de Borgonha

Henriqueta Brieba

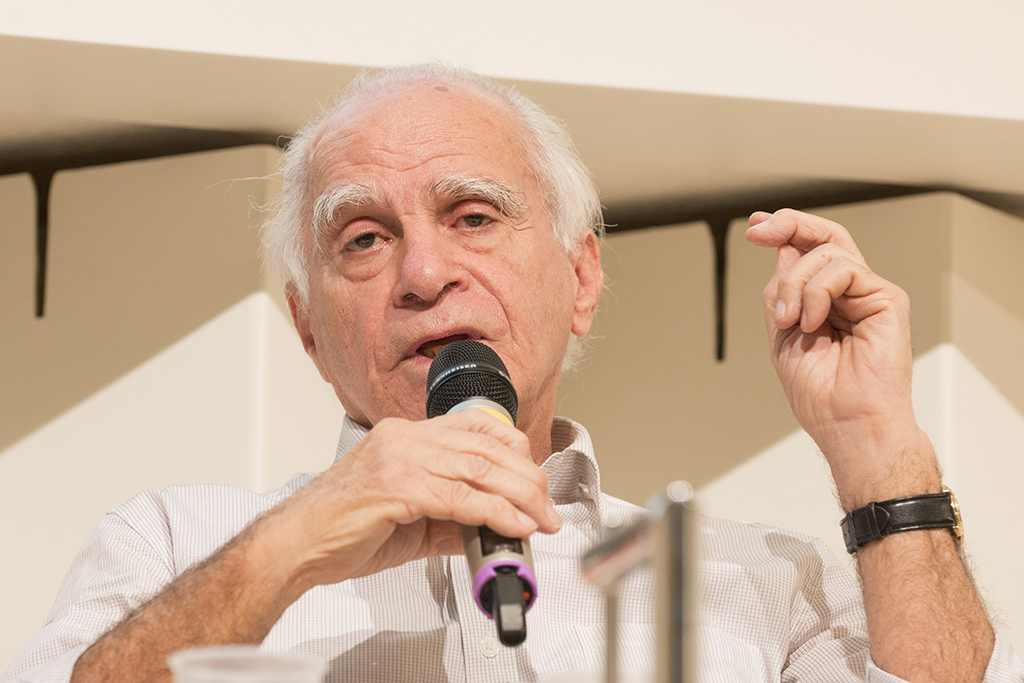
Ignácio de Loyola Brandão

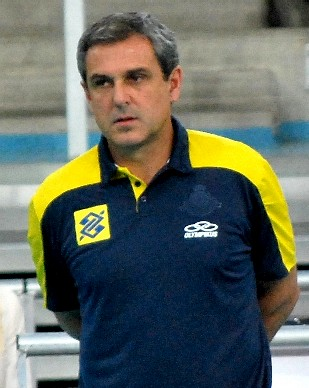
José Roberto Guimarães

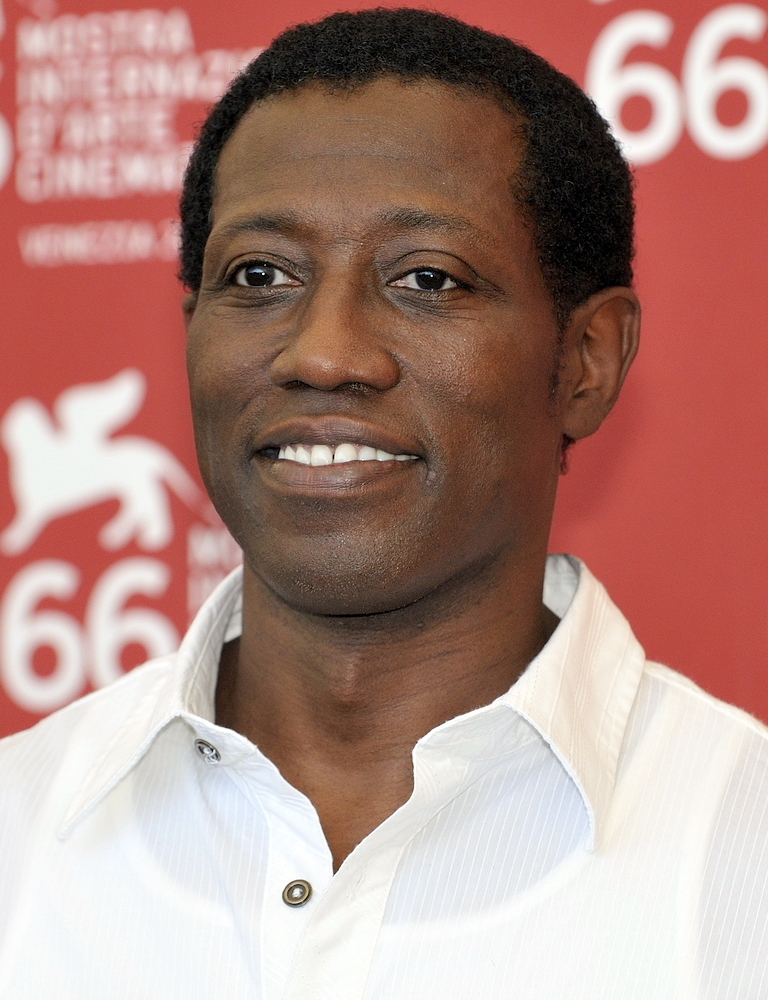
Wesley Snipes

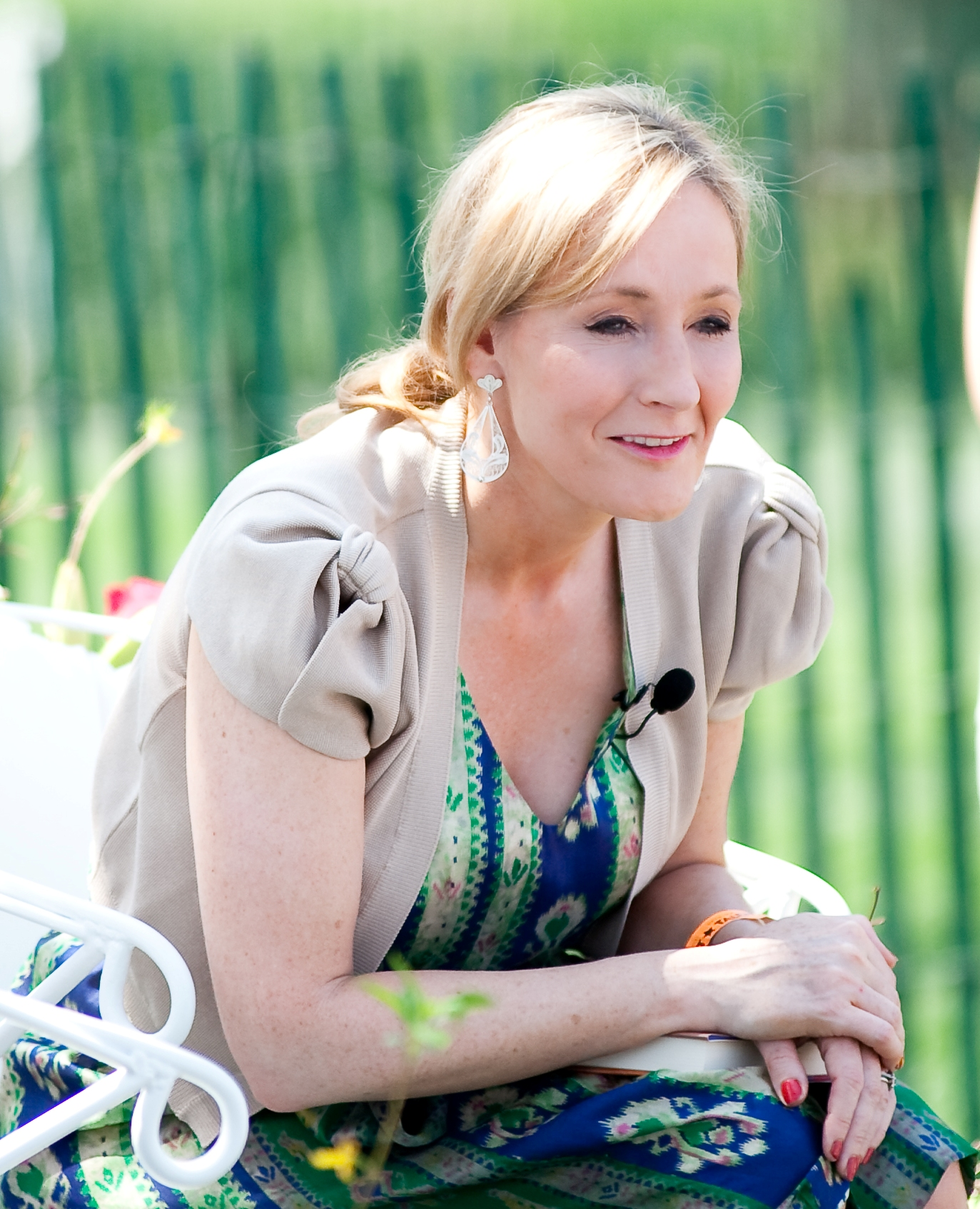
J. K. Rowling

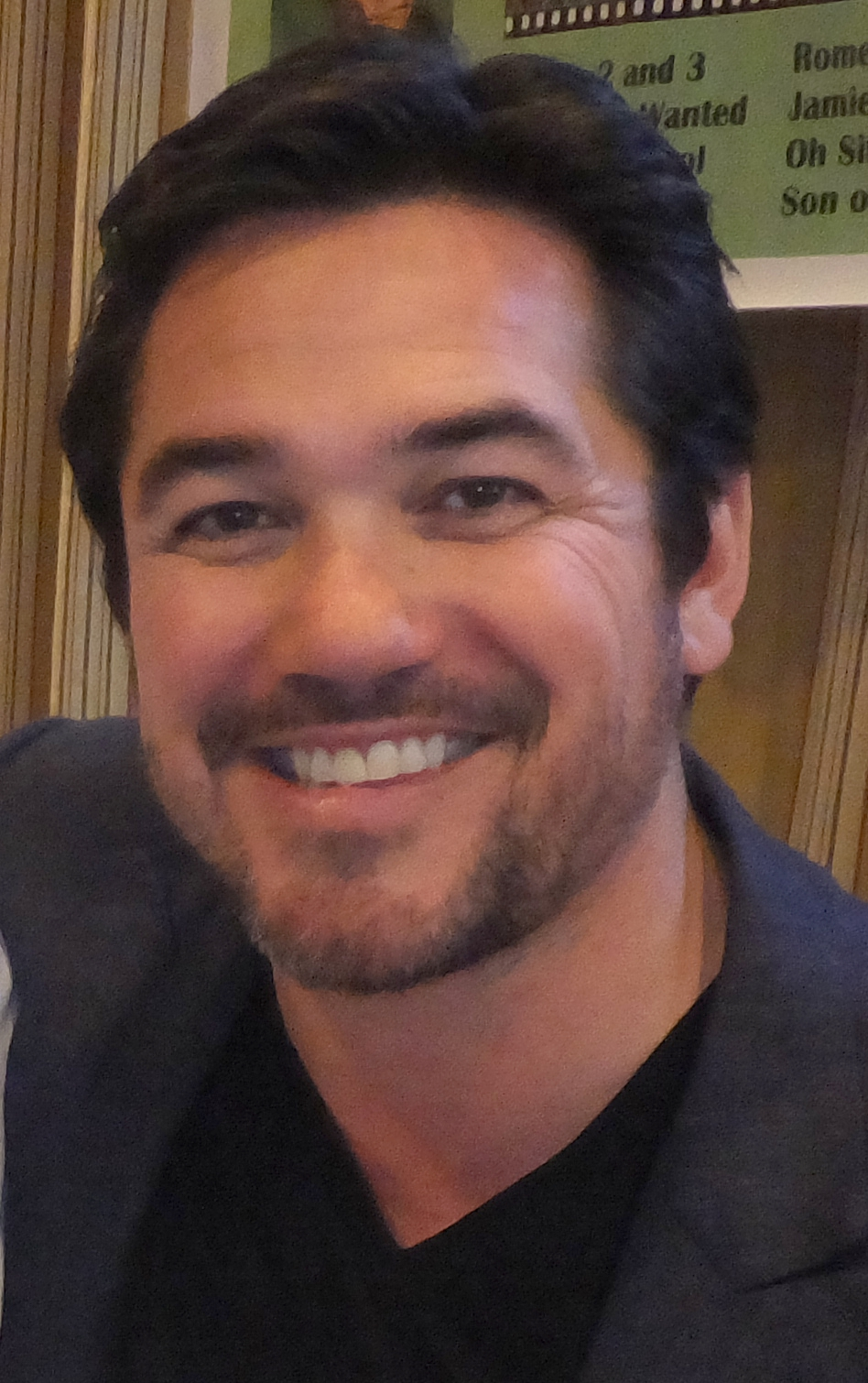
Dean Cain

### Anterior ao século XIX
- 1143 — Nijo, imperador do Japão (m. 1165).
- 1391 — Ciríaco de Ancona, humanista, viajante e arqueólogo italiano (m. 1455).
- 1396 — Filipe III da Borgonha (m. 1467).
- 1526 — Augusto I, Eleitor da Saxônia (m. 1586).
- 1527 — Maximiliano II do Sacro Império Romano-Germânico (m. 1576).
- 1598 — Alessandro Algardi, escultor italiano (m. 1654).
- 1686 — Carlos, Duque de Berry (m. 1714).
- 1704 — Gabriel Cramer, matemático e físico suíço (m. 1752).
- 1718 — John Canton, físico e acadêmico britânico (m. 1772).
- 1720 — Emmanuel Armand de Vignerot du Plessis, estadista francês (m. 1788).
- 1737 — Augusta da Grã-Bretanha (m. 1813).
- 1773 — Madame Tallien, nobre francesa (m. 1835).
- 1800 — Friedrich Wöhler, químico e acadêmico alemão (m. 1882).

### Século XIX
- 1802 — Benedikt Waldeck, político alemão (m. 1870).
- 1809 — Francis Walker, entomologista britânico (m. 1874).
- 1812 — Amélia de Leuchtenberg, imperatriz brasileira (m. 1873).
- 1822 — Abram Stevens Hewitt, político estadunidense (m. 1903).
- 1824 — Antônio, Duque de Montpensier (m. 1890).
- 1831 — Ilia Uliánov, professor e político russo (m. 1886).
- 1835 — Henri Brisson, estadista francês (m. 1912).
- 1839 — Ignacio Andrade, político venezuelano (m. 1925).
- 1843
  - Friedrich Robert Helmert, geodesista alemão (m. 1917).
  - Peter Rosegger, poeta austríaco (m. 1918).
- 1844 — Carlos Augusto, Grão-Duque Hereditário de Saxe-Weimar-Eisenach (m. 1894).
- 1854 — José Canalejas, político espanhol (m. 1912).
- 1857 — Ernest Chuard, político suíço (m. 1942).
- 1858 — Richard Dixon Oldham, geólogo britânico (m. 1936).
- 1865 — Afonso de Bragança, Duque do Porto (m. 1920).
- 1873 — Domingos Oliveira, político português (m. 1957).
- 1875 — Jacques Villon, poeta francês (m. 1963).
- 1880 — Munshi Premchand, escritor indiano (m. 1936).
- 1883 — Erich Heckel, ilustrador e pintor alemão (m. 1970).
- 1884 — Carl Friedrich Goerdeler, militar alemão (m. 1945).
- 1886 — Fred Quimby, diretor e produtor de animação estadunidense (m. 1965).
- 1887 — Mitsuru Ushijima, militar japonês (m. 1945).
- 1896 — Oskar Sima, ator austríaco (m. 1969).
- 1898
  - Ken Harris, diretor de animação estadunidense (m. 1982).
  - Henri Navarre, militar e escritor francês (m. 1983).
  - Alberto Augusto, futebolista português (m. 1973).

### Século XX

#### 1901–1950
- 1901
  - Henriqueta Brieba, atriz brasileira (m. 1995).
  - Jean Dubuffet, pintor e escultor francês (m. 1985).
- 1905 — Winton Hoch, diretor de fotografia norte-americano (m. 1977).
- 1908
  - Max Hansen, militar alemão (m. 1990).
  - Hans Dauser, militar alemão (m. 2001).
- 1909 — Erik von Kuehnelt-Leddihn, político austríaco (m. 1999).
- 1912 — Milton Friedman, economista estadunidense (m. 2006).
- 1914 — Louis de Funès, ator e roteirista francês (m. 1983).
- 1916 — Ignacio Trelles, futebolista e treinador de futebol mexicano (m. 2020).
- 1918 — Paul Delos Boyer, químico estadunidense (m. 2018).
- 1919
  - Primo Levi, romancista e cientista italiano (m. 1987).
  - Maurice Boitel, pintor francês (m. 2007).
- 1920
  - Ndabaningi Sithole, político zimbabuano (m. 2000).
  - Walter Arlen, compositor austríaco-estadunidense (m. 2023).
- 1921
  - Peter Benenson, advogado e ativista estadunidense (m. 2005).
  - Luis Ernesto Castro, futebolista uruguaio (m. 2002).
- 1923
  - Ahmet Ertegün, empresário estadunidense (m. 2006).
  - Stephanie Kwolek, química estadunidense (m. 2014).
  - Joseph Keller, matemático estadunidense (m. 2016).
- 1925 — Gracinda Freire, atriz brasileira (m. 1995).
- 1926
  - Hilary Putnam, filósofo estadunidense (m. 2016).
  - Bernard Nathanson, médico norte-americano (m. 2011).
- 1929
  - José Santamaría, ex-futebolista uruguaio.
  - Vicente Sampaio, escritor e professor brasileiro (m. 2002).
  - Don Murray, ator norte-americano (m. 2024).
- 1931
  - Ivan Rebroff, cantor alemão (m. 2008).
  - Kenny Burrell, músico estadunidense.
- 1932
  - John Searle, filósofo estadunidense.
  - Ted Cassidy, ator e dublador estadunidense (m. 1979).
  - Sam Coppola, ator estadunidense (m. 2012).
- 1933 — Cees Nooteboom, escritor neerlandês.
- 1935 — Geoffrey Lewis, ator estadunidense (m. 2015).
- 1936
  - Ignacio de Loyola Brandão, escritor brasileiro.
  - Carlos Severiano Cavalcanti, poeta brasileiro.
  - Boniface Alexandre, político e jurista haitiano (m. 2023).
  - Ignacio Achúcarro, futebolista paraguaio (m. 2021).
- 1937 — Ruy Alexandre Faria, cantor brasileiro (m. 2018).
- 1938 — Ignacio Jáuregui, ex-futebolista e treinador de futebol mexicano.
- 1939
  - Álvaro Lapa, pintor e escritor português (m. 2006).
  - Matilda Koen-Sarano, escritora ítalo-israelense (m. 2024).
  - Ignacio Zoco, futebolista espanhol (m. 2015).
- 1942 — Alfredo Sternheim, cineasta brasileiro (m. 2018).
- 1943 — Lobo, músico estadunidense.
- 1944
  - Geraldine Chaplin, atriz estadunidense.
  - Robert C. Merton, economista estadunidense.
  - Roberto Miranda, ex-futebolista brasileiro.
- 1945
  - Roger Field, designer, inventor e músico britânico.
  - Mohammad Nassiri, ex-halterofilista iraniano.
- 1947 — Richard Griffiths, ator britânico (m. 2013).
- 1948 — Hans Donner, designer alemão.
- 1949 — Rafael Zornoza Boy, bispo católico espanhol
- 1950 — Richard Berry, ator, diretor e roteirista francês.

#### 1951–2000
- 1951
  - Evonne Goolagong, ex-tenista australiana.
  - Vladimir Capella, autor e dramaturgo brasileiro (m. 2015).
- 1952 — João Barreiros, escritor português.
- 1953 — Ignacio Flores, futebolista mexicano (m. 2011).
- 1954 — Zé Roberto Guimarães, treinador de vôlei brasileiro.
- 1955
  - Lars Bastrup, ex-futebolista dinamarquês.
  - Adelmo Arcoverde, músico, arranjador e compositor brasileiro.
- 1956
  - Deval Patrick, político estadunidense.
  - Michael Biehn, ator estadunidense.
  - Laura Zapata, atriz mexicana.
  - Fernando Marroni, político brasileiro.
- 1958
  - Bill Berry, músico estadunidense.
  - Ignatius Ayau Kaigama, arcebispo nigeriano.
  - Mark Cuban, ator, apresentador e empresário estadunidense.
- 1959
  - Stanley Jordan, guitarrista estadunidense.
  - Edna de Cássia, atriz brasileira.
  - Wilmar Cabrera, ex-futebolista uruguaio.
- 1960 — Pablo Larios, futebolista mexicano (m. 2019).
- 1962
  - Wesley Snipes, ator estadunidense.
  - Paula Morelenbaum, cantora brasileira.
  - John Laurinaitis, ex-lutador profissional e executivo norte-americano.
- 1963 — Eder Luiz, radialista e locutor esportivo brasileiro.
- 1964
  - Jim Corr, músico irlandês.
  - Jean-Paul Vonderburg, ex-futebolista sueco.
- 1965
  - Nivaldo Prieto, apresentador, locutor esportivo e dublador brasileiro.
  - J. K. Rowling, escritora britânica.
  - Mario von Appen, ex-canoísta alemão.
- 1966
  - Dean Cain, ator estadunidense.
  - Valdas Ivanauskas, ex-futebolista e treinador de futebol lituano.
- 1967
  - Peter Rono, ex-atleta queniano.
  - Elizabeth Wurtzel, escritora e jornalista estadunidense (m. 2020).
- 1968 — Knut Holmann, ex-canoísta norueguês.
- 1969
  - Ben Chaplin, ator britânico.
  - Antonio Conte, ex-futebolista e treinador de futebol italiano.
  - Thorsten Wilhelms, ex-ciclista alemão.
- 1970
  - Kabwe Kasongo, ex-futebolista congolês.
  - Andrzej Kobylański, ex-futebolista polonês.
- 1971
  - Bruno Prada, velejador brasileiro.
  - Elivélton, ex-futebolista brasileiro.
  - Christina Cox, atriz estadunidense.
  - Craig MacLean, ex-ciclista britânico.
- 1972 — Karolina Gajewska, politica polonesa.
- 1973
  - Abdulaziz Khathran, ex-futebolista saudita.
  - Richart Báez, ex-futebolista paraguaio.
  - Wail al-Shehri, terrorista saudita (m. 2001).
- 1974
  - Emilia Fox, atriz britânica.
  - Eduardo Tuzzio, ex-futebolista argentino.
- 1975
  - Mario César Rodríguez, ex-futebolista hondurenho.
  - Annie Parisse, atriz estadunidense.
  - Lura, cantora portuguesa.
  - Elissa Steamer, skatista norte-americana.
- 1976
  - Paulo Wanchope, ex-futebolista e treinador de futebol costarriquenho.
  - Maksim Romaschenko, ex-futebolista bielorrusso.
  - Yamba Asha, ex-futebolista angolano.
  - Guilherme Portanova, jornalista brasileiro.
- 1977
  - Jennifer Kessy, jogadora de vôlei de praia estadunidense.
  - Bolívar Gómez, ex-futebolista equatoriano.
- 1978
  - Justin Wilson, automobilista britânico (m. 2015).
  - Mauricio Caranta, ex-futebolista argentino.
  - Sandra Barata Belo, atriz portuguesa.
  - Will Champion, baterista britânico.
- 1979
  - André Luís, ex-futebolista brasileiro.
  - Carlos Marchena, ex-futebolista espanhol.
  - Per Krøldrup, ex-futebolista dinamarquês.
  - William Arjona, voleibolista brasileiro.
  - B. J. Novak, ator, diretor, roteirista e produtor de cinema estadunidense.
- 1980 — Mikko Hirvonen, automobilista finlandês.
- 1981
  - Ana Cláudia Michels, modelo brasileira.
  - Clemente Rodríguez, ex-futebolista argentino.
  - Livio Prieto, ex-futebolista argentino.
  - Camila Busnello, jornalista brasileira.
  - M. Shadows, cantor estadunidense.
  - Ira Losco, cantora maltesa.
- 1982
  - Anabel Medina Garrigues, ex-tenista espanhola.
  - Marek Sapara, ex-futebolista eslovaco.
  - Shingayi Kaondera, ex-futebolista zimbabuense.
  - Edmond Kapllani, ex-futebolista albanês.
  - Marc López, ex-tenista espanhol.
- 1983 — Reginaldo, futebolista brasileiro.
- 1984
  - Uriah Hall, lutador jamaicano de artes marciais mistas.
  - Megumi Kurihara, voleibolista japonesa.
  - Yuniesky Quezada, enxadrista cubano.
  - Joseph Benavidez, lutador norte-americano de artes marciais mistas.
- 1985
  - Brimin Kipruto, atleta queniano.
  - Alissa White-Gluz, cantora canadense.
  - Marcos Danilo Padilha, futebolista brasileiro (m. 2016).
  - Rémy Di Gregorio, ciclista francês.
- 1986
  - Shinzo Koroki, ex-futebolista japonês.
  - Paola Espinosa, saltadora mexicana.
  - João Gabriel Vasconcellos, ator e empresário brasileiro.
- 1987
  - Michael Bradley, ex-futebolista estadunidense.
  - Brittany Byrnes, atriz australiana.
- 1988
  - Charlie Carver, ator estadunidense.
  - Rayanne Morais, modelo e atriz brasileira.
  - A. J. Green, jogador de futebol americano estadunidense.
  - Krystal Meyers, cantora estadunidense.
- 1989
  - Zelda Williams, atriz estadunidense.
  - Victoria Azarenka, tenista bielorrussa.
  - Alex Guerci, ex-futebolista italiano.
  - Loujain Alhathloul, ativista saudita.
  - Alexis Knapp, cantora e atriz estadunidense.
  - Garikoitz Bravo, ciclista espanhol.
  - Aljamain Sterling, lutador estadunidense de artes marciais mistas.
  - Marshall Williams, cantor, ator e modelo canadense.
- 1990 — Jaime Romero, futebolista espanhol.
- 1991
  - Filipa Azevedo, cantora portuguesa.
  - Thomas Almeida, lutador brasileiro de artes marciais mistas.
  - Yanick Moreira, jogador de basquete angolano.
  - Réka Luca Jani, tenista húngara.
- 1992
  - Kyle Larson, automobilista estadunidense.
  - Park Soo-ah, cantora e atriz sul-coreana.
- 1993 — Wilfredo León, voleibolista cubano.
- 1994
  - Serge N'Guessan, futebolista marfinense.
  - Florent Hadergjonaj, futebolista kosovar.
- 1995 — Lil Uzi Vert, rapper estadunidense.
- 1996 — Blake Michael, ator estadunidense.
- 1997
  - Caíque Santos, futebolista brasileiro.
  - Juan Pedro López, ciclista espanhol.
  - Jordyn Poulter, voleibolista norte-americana.
  - Caio Henrique, futebolista brasileiro.
  - Thibault Guernalec, ciclista francês.
- 1998
  - Shaila Arsene, atriz brasileira.
  - Rico Rodriguez, ator estadunidense.
  - Hamidou Diallo, jogador de basquete estadunidense.
- 2000 — Kim Sae-ron, atriz sul-coreana (m. 2025).

### Século XXI
- 2001
  - Aori Nishimura, skatista japonesa.
  - Alexandra Walsh, nadadora norte-americana.
  - Dora Varella, skatista brasileira.
- 2002 — João Gomes, cantor brasileiro.
- 2007 — Angelica Hale, cantora estadunidense.

## Mortes

### Anterior ao século XIX
- 0450 — Pedro Crisólogo, bispo de Ravena (n. c. 380).
- 1556 — Inácio de Loyola, santo católico espanhol (n. 1491).
- 1750 — João V de Portugal (n. 1689).
- 1784 — Denis Diderot, filósofo e escritor francês (n. 1713).
- 1795 — Basílio da Gama, poeta luso-brasileiro (n. 1740).

### Século XIX
- 1854 — Samuel Wilson, comerciante estadunidense (n. 1776).
- 1859 — James Waddel Alexander, teólogo norte-americano (n. 1804).
- 1875 — Andrew Johnson, político americano (n. 1808).
- 1886 — Franz Liszt, compositor e pianista húngaro (n. 1811).

### Século XX
- 1944 — Antoine de Saint-Exupéry, aviador e escritor francês (n. 1900).
- 1953 — Clodomir Cardoso, escritor, jornalista e político brasileiro (n. 1879).
- 1966 — Bud Powell, pianista estadunidense (n. 1924).
- 1981 — Omar Torrijos, político panamenho (n. 1929).
- 1983 — Eva Pawlik, patinadora artística austríaca (n. 1927).
- 1988 — Francisco José, cantor português (n. 1924).
- 1991 — Charles Jonker, ciclista sul-africano (n.1933)
- 1995 — Lola Todd, atriz estadunidense (n. 1904).
- 2000
  - István Gulyás, tenista húngaro (n.1931)
  - Thomas Wolff, matemático estadunidense (n.1954)

### Século XXI
- 2001 — Francisco Costa Gomes, político português (n. 1914).
- 2003 — Bigode, futebolista brasileiro (n. 1922).
- 2008 — Athos Bulcão, artista plástico brasileiro (n. 1918).
- 2009 — Bobby Robson, futebolista e treinador de futebol britânico (n. 1933).
- 2010 — Tom Mankiewicz, cineasta americano (n. 1942).
- 2014 — Franciszek Gąsienica Groń, esquiador polonês (n. 1931).
- 2018 — Hélio Bicudo, jurista e político brasileiro (n. 1922).
- 2022 — Bill Russell, basquetebolista estadunidense (n. 1934).
- 2023 — Angus Cloud, ator estadunidense (n.1998).
- 2024
  - Ismail Haniya, politico palestino (n.1962)
  - Roberto Herlitzka, ator italiano (n. 1937).

## Feriados e eventos cíclicos

### Internacional
- Dia Mundial do Guarda Florestal
- Dia da Mulher Africana
- Mitologia nórdica: Festival de Loki e Sigyn

### Brasil
- Dia do Vira Lata
- Dia Nacional da Campanha do Quilo
- Aniversário da cidade de Anápolis - Goiás.
- Aniversário da cidade de Chapada dos Guimarães - Mato Grosso.
- Aniversário das cidades de Lauro de Freitas e Piripá -  Bahia.

### Cristianismo
- Fábio da Mauritânia
- Germano de Auxerre
- Helena de Skövde
- Inácio de Loyola

## Outros calendários
- No calendário romano era o dia da véspera das calendas de agosto.
- No calendário litúrgico tem a letra dominical B para o dia da semana.
- No calendário gregoriano a epacta do dia é 25 ou xxvi.